# Pavel Filip

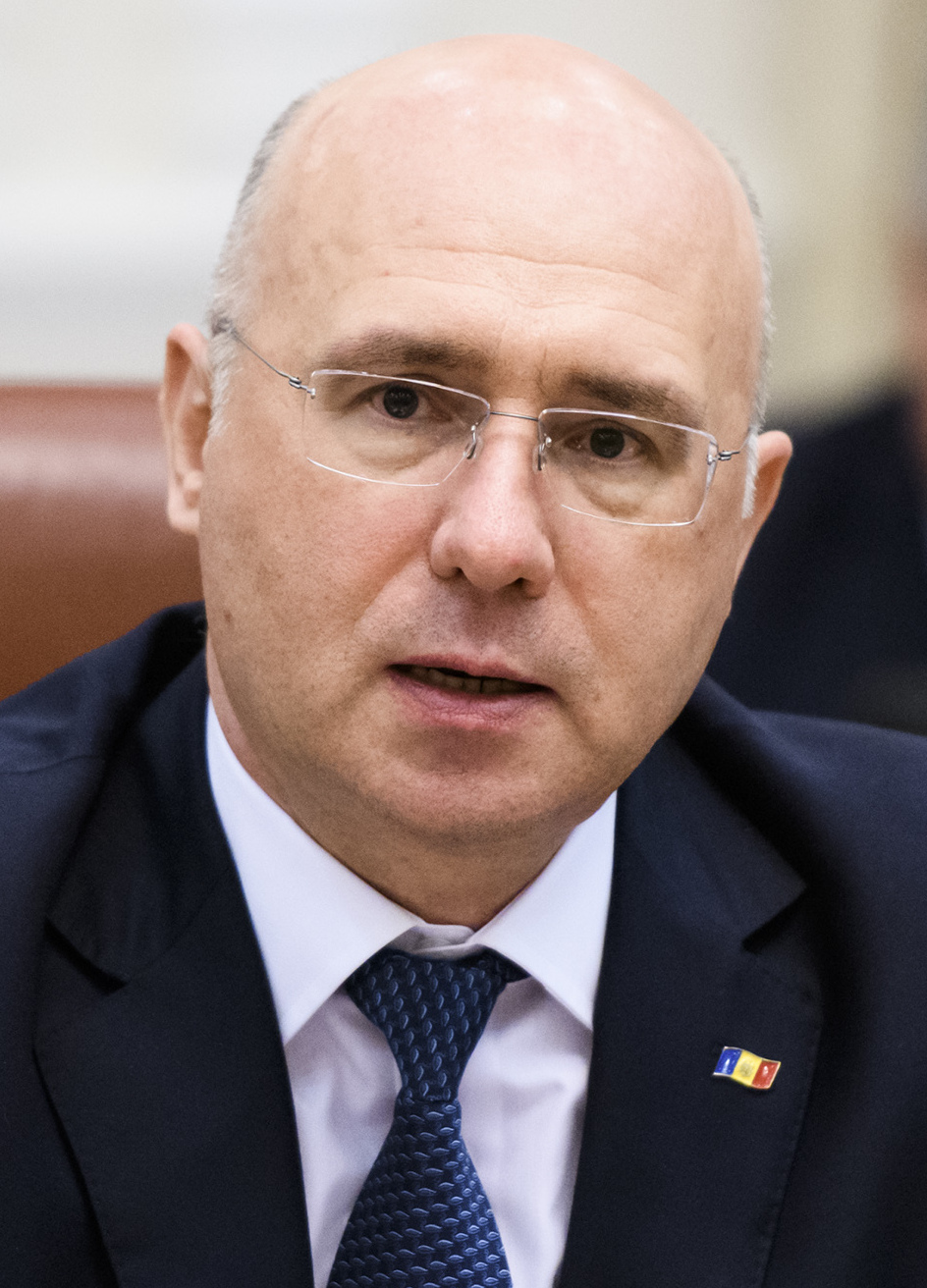
Pavel Filip (2018)

Pavel Filip (* 10. April 1966 in Pănășești) ist ein moldauischer Politiker. Er war vom 20. Januar 2016 bis zum 8. Juni 2019 Ministerpräsident der Republik Moldau sowie vom 9. bis 15. Juni 2019 Interims-Staatspräsident.

## Leben

### Ausbildung und Beruf
Zwischen 1983 und 1990 studierte Filip Maschinenbau am Polytechnischen Institut von Chișinău. Von 1991 bis 1996 absolvierte er zudem ein Bachelorstudium in Internationalem Management. Ab 1991 war Filip in der freien Wirtschaft tätig, zunächst bis 2008 für einen Süßwarenhersteller, von 2008 bis 2011 schließlich als General Manager für eine Tabakfabrik.

### Politische Laufbahn
Filip wurde 2010 Mitglied der Demokratischen Partei Moldaus. Zwischen 2011 und 2016 war Filip Minister für Informationstechnologien und Kommunikation. Am 20. Januar 2016 wurde er zum moldauischen Ministerpräsidenten ernannt.
Am 8. Juni 2019 wurde Maia Sandu als Kandidatin der Partidul Acțiune și Solidaritate bei der Parlamentswahl in der Republik Moldau 2019 vom Parlament der Republik Moldau gegen den Willen des Verfassungsgerichts und gegen den Widerstand von Vladimir Plahotniuc, der die Legitimität des Parlaments und der Regierung nicht anerkannte, zur neuen Regierungschefin gewählt und von Staatspräsident Igor Dodon vereidigt. Sie folgte damit auf Filip im Ministerpräsidentenamt. In Reaktion darauf suspendierte das Verfassungsgericht am 9. Juni 2019 Staatspräsident Dodon von seinem Amt und setzte Pavel Filip als Interim-Staatspräsidenten ein. Filip unterzeichnete danach einen Erlass zur Auflösung des Parlaments und der Einberufung von Neuwahlen am 6. September 2019. Die Verfassungskrise wurde am 15. Juni 2019 aufgelöst, nachdem das Verfassungsgericht seine Urteile rückgängig gemacht hatte. Die Koalition von PSRM und ACUM unter Ministerpräsidentin Maia Sandu (PAS) konnte ihr Amt antreten.

### Privates
Filip ist verheiratet und Vater von zwei Söhnen.